# Vít Beneš
Vít Beneš (Ústí nad Labem, 12 agosto 1988) è un calciatore ceco, difensore della Vysočina Jihlava.

## Palmarès

### Club

#### Competizioni nazionali
- Coppa della Repubblica Ceca: 2

Sparta Praga: 2005-2006
Jablonec: 2012-2013
- Supercoppa della Repubblica Ceca: 1

Jablonec: 2013
- Česka fotbalová liga: 1

Ústí nad Labem: 2003-2004